# Marisol Santacruz
Marisol Santacruz Bañuelos (Ciudad de México, 16 de febrero de 1972) es una actriz, comediante, conductora, modelo y ex rostro de El Heraldo de México.

## Biografía
Marisol Santacruz inició su carrera artística después de ser nombrada Rostro del Heraldo: ello le sirvió como escaparate para comenzar a trabajar en campañas publicitarias como la de «la rubia Superior» y tiempo después le llegó su primera oportunidad dentro del mundo de las telenovelas.
Alcanzar una estrella II fue el primer melodrama en el que participó seguido de Atrapada, una producción de Ernesto Alonso en la que personificó a la hija de Margarita Gralia y Frank Moro. Al mismo tiempo que hacía sus primeras participaciones dentro de la pantalla chica realizó sus estudios en el INBA para después ingresar al CEA de Televisa.
Carrusel de las Américas fue donde se le dio la oportunidad de realizar un antagónico donde dio vida a la bella Alejandra por su trabajo fue galardonada en Brasil donde esta telenovela gozó de éxito. Años después Emilio Larrosa la invitó a ser la principal villana juvenil de la telenovela Mágica juventud, donde dio vida a la envidiosa Patricia Grimaldi está telenovela la colocó como uno de los rostros más bellos de la televisión. En la telenovela Marimar realizó una pequeña participación especial interpretando a Mónica, la mejor amiga de la villana. En Lazos de amor dio vida a Patricia, pero su gran regreso a las villanías se dio en Cañaveral de pasiones, donde dio vida a la sexy villana Gina Elizondo: el papel recibió buenas críticas y la consolidó como villana. En 1999 Juan Osorio le ofreció el papel de Leticia en Nunca te olvidaré, un personaje opuesto a lo que había hecho en sus anteriores trabajos ya que interpretaría a una joven buena, sencilla y enfermiza. Ese mismo año participa en la telenovela juvenil Alma Rebelde donde dio vida a Laiza Montomayor. Para 2000 participa en la telenovela Carita de ángel dando vida a «Angélica» este sería el papel más recordado hasta la actualidad en su carrera. Participó también en telenovelas como Niña amada mía, Rebelde, Querida enemiga, Camaleones, Soy tu dueña. Su regreso a los estelares se dio en el melodrama Dos hogares donde dio vida a "Mara". 
Marisol, que admira a actores como Helena Rojo, Ignacio López Tarso, Ofelia Guilmain, Irán Eory, Silvia Derbez y Carmen Montejo, ha participado en puestas en escena como La marca del Zorro, Carita de ángel, El Tenorio Clásico y Yo miento, tú mientes, todos mentimos, entre otras.
En el terreno de la cinematografía Corazón de tequila, El corrido de Santa Amalia, Jóvenes amantes y Trampa infernal son algunas de las cintas en las que ha demostrado su capacidad histriónica.
Desde 2003 ha sido posible descubrir su faceta como conductora en el programa Buenos días, transmitido desde el canal local de Televisa Toluca, además de participar La casa de la risa de Jorge Ortiz de Pinedo, donde hace comedia.
Está divorciada y tiene un hijo.
En 2011 marcó su regreso a las telenovelas con Dos hogares, historia protagonizada por Anahí, Sergio Goyri y Carlos Ponce. En noviembre de 2012 posó para la portada de la conocida revista Playboy. En 2013 realizó una participación especial en la telenovela de Emilio Larrosa Libre para amarte.

## Filmografía

### Telenovelas
- Libre para amarte (2013) - Alicia Palacio Robles
- Dos hogares (2011-2012) - Mara Acevedo Sandoval de Lagos
- Soy tu dueña (2010) - Cecilia Rangel de Villalba
- Camaleones (2009-2010) - Magdalena Orozco
- Querida enemiga (2008) - Candelaria
- Rebelde (2004-2006) - Lourdes de la Riva / Sonia
- Nina amada mía (2003) - Isabela Rivera de Uriarte / de Soriano
- Carita de ángel (2000-2001) - Angélica Valle de Larios
- Alma rebelde (1999) - Laiza Montemayor
- Nunca te olvidaré (1999) - Leticia Magaña Polanco
- Cañaveral de pasiones (1996) - Gina Elizondo
- Lazos de amor (1995-1996) - Patricia
- Marimar (1994) - Mónica de la Colina
- Mágica juventud (1992-1993) - Patricia Grimaldi "La Güera"
- Carrusel de las Américas (1992) - Alejandra Palacios de De las Casas
- Atrapada (1991-1992) - Sonia Montero Baeza
- Alcanzar una estrella (1990) - Laura

### Programas
- Estrella2 (2014) - Invitada
- Como dice el dicho (2012-2016) - Mayra / Maite / Alma
- La rosa de Guadalupe (2011) - Ingrid
- Mujer, casos de la vida real (2002-2005) - "Error imperdonable" - Marlene
- Big Brother (2004) - Participante
- La casa de la risa (2003-2005) - Varios
- Al derecho y al derbez (1994)

### Cine
- El sacristán (2013) - Gema
- Coyote, el lamento de un mojado (2005) - Eva
- Más allá del vacío (2004)
- La banda del Antrax (2002) - Jimena
- Corazón de tequila (2000) - Fernanda
- El Corrido de Santa Amalia (1998) - Perla
- Jóvenes amantes (1997)
- Trampa infernal (1989) - Carlota Valencia

## Premios y nominaciones

### Premios TVyNovelas
| Año  | Categoría     | Telenovela      | Resultado |
| ---- | ------------- | --------------- | --------- |
| 1993 | Mejor villana | Mágica juventud | Nominada  |